# San Miguel, Solosuchiapa
San Miguel är en ort i Mexiko.   Den ligger i kommunen Solosuchiapa och delstaten Chiapas, i den sydöstra delen av landet, 700 km öster om huvudstaden Mexico City. San Miguel ligger 158 meter över havet och antalet invånare är 259.
Terrängen runt San Miguel är kuperad åt nordväst, men åt sydost är den bergig. San Miguel ligger nere i en dal. Runt San Miguel är det ganska tätbefolkat, med 70 invånare per kvadratkilometer. Närmaste större samhälle är Teapa, 15,8 km nordost om San Miguel. I omgivningarna runt San Miguel växer i huvudsak städsegrön lövskog.